# بحران یمن
بحران یمن با انقلاب ۲۰۱۱–۲۰۱۲ علیه رئیس‌جمهور، علی عبدالله صالح که ۳۳ سال رهبری یمن را بر عهده داشت، آغاز شد. پس از آن که صالح در اوایل سال ۲۰۱۲ به عنوان بخشی از توافق میانجی‌گری دولت یمن و گروه‌های مخالف، از سمت خود کنار رفت، دولت، به رهبری معاون سابق رئیس‌جمهور صالح، عبدربه منصور هادی، تلاش کرد تا چشم‌انداز سیاسی پرشتاب کشور را متحد کند و تهدیدات القاعده در شبه جزیره عربستان و ستیزه‌جویان حوثی که سال‌ها شورش طولانی در شمال، راه انداخته بودند را دفع کند.
در سپتامبر ۲۰۱۴، شورش حوثی‌ها به یک جنگ داخلی تمام عیار تبدیل شد، زیرا جنگجویان حوثی به پایتخت یمن، صنعا، هجوم بردند و هادی را مجبور کردند تا با دیگر جناح‌های سیاسی بر سر «دولت وحدت» مذاکره کند. شورشیان، به اعمال فشار بر دولت تضعیف شده ادامه دادند تا اینکه پس از اینکه کاخ ریاست‌جمهوری و اقامتگاه شخصی وی مورد حمله گروه شبه‌نظامی قرار گرفت و هادی به همراه وزیران خود در ژانویه ۲۰۱۵ استعفا داد.
ماه بعد، حوثی‌ها دولت یمن را تحت کنترل خود اعلام، پارلمان را منحل و یک کمیته انقلابی موقت به رهبری محمد علی حوثی، پسرعموی عبدالملک حوثی، رهبر حوثی‌ها، تأسیس کردند. هادی به عدن گریخت و در آنجا اعلام کرد که رئیس‌جمهور قانونی یمن باقی می‌ماند، پایتخت موقت این کشور را عدن اعلام کرد و از مقامات دولتی وفادار و اعضای ارتش خواست تا نزد او جمع شوند.
در ۲۷ مارس ۲۰۱۵، بی‌بی‌سی گزارش داد که هادی «از نیروهای شورشی در شهر عدن گریخته است» و متعاقباً «به ریاض پایتخت عربستان سعودی رسیده است» زیرا «مقامات سعودی حملات هوایی را در یمن آغاز کردند». از سال ۲۰۱۷، مجلس انتقالی جنوبی نیز علیه دولت مبارزه کرده است.